# Euphrosina van Kiev
Euphrosina van Kiev (circa 1130 - circa 1193) was koningin-gemalin van Hongarije.

## Levensloop
Euphrosina was de oudste dochter van grootvorst Mstislav I van Kiev en diens tweede vrouw Ljoebava Saviditsj. In 1146 huwde ze met koning Géza II van Hongarije.
Als koningin-gemalin van Hongarije bemoeide Euphrosina zich niet met de binnenlandse politiek. Toen na de dood van haar man in 1162 haar oudste zoon Stefanus III de Hongaarse troon besteeg, kreeg ze echter veel meer invloed. De jonge Stefanus moest immers oorlog voeren tegen zijn ooms Ladislaus en Stefanus, die ook de Hongaarse troon wilden bestijgen. Euphrosina speelde een actieve rol in deze oorlog. Zo kon ze koning Wladislaus II van Bohemen ervan overtuigen om een leger te sturen om de invasie van keizer Manuel I Komnenos van het Byzantijnse Rijk, die Ladislaus en Stefanus steunde, af te slaan.
Na de dood van Stefanus III in 1172, probeerde Euphrosina haar jongste zoon Géza, die haar lievelingszoon was, op de Hongaarse troon te zetten. Ze wou namelijk de opvolging verzekeren, omdat haar oudere zoon Béla III aan het hof van Manuel I Komnenos leefde. Béla kwam echter naar Hongarije en liet zich in januari 1173 tot koning kronen. Kort daarna liet hij Géza arresteren, wat voor toenemende spanningen tussen Béla en zijn moeder zorgde. Met de hulp van zijn moeder kon Géza ontsnappen, maar in 1177 werd Géza opnieuw gearresteerd.
In 1186 probeerde Euphrosina opnieuw om Géza vrij te krijgen, maar dat mislukte. Vervolgens liet Béla zijn moeder arresteren en haar gevangenzetten in een fort in de regio Braničevo. Na korte tijd werd Euphrosina terug vrijgelaten, op voorwaarde dat ze naar Constantinopel verhuisde. Later verhuisde Euphrosina via Constantinopel naar Jeruzalem, waar ze zuster in het klooster van de Orde van Malta en in het basiliaanse Sint-Sabbasklooster werd.

## Huwelijk en nakomelingen
Rond het jaar 1146 huwde ze met koning Géza II van Hongarije. Ze kregen volgende kinderen:
- Elisabeth (circa 1144/49 - na 1189), gehuwd met hertog Frederik van Bohemen
- Stefanus III (1147-1172), van 1162 tot 1172 koning van Hongarije.
- Béla III (1148-1196), van 1172 tot 1196 koning van Hongarije.
- Géza (1151 - voor 1210)
- Árpád, stierf op jonge leeftijd
- Odola (1156-1199), gehuwd met prins Svatopluk van Bohemen.
- Helena van Hongarije (1158-1199), gehuwd met hertog Leopold V van Oostenrijk
- Margaretha (1162 - voor 1208), gehuwd met Isaac Makrodukas en met ispán Andreas van Somogy